# Bolehnečici
Bolehnečici je naselje u slovenskoj Općini Svetom Juriju ob Ščavnici. Bolehnečici se nalazi u pokrajini Štajerskoj i statističkoj regiji Pomurju. 

## Stanovništvo
Prema popisu stanovništva iz 2002. godine naselje je imalo 135 stanovnika.